# 上桧木内の紙風船上げ

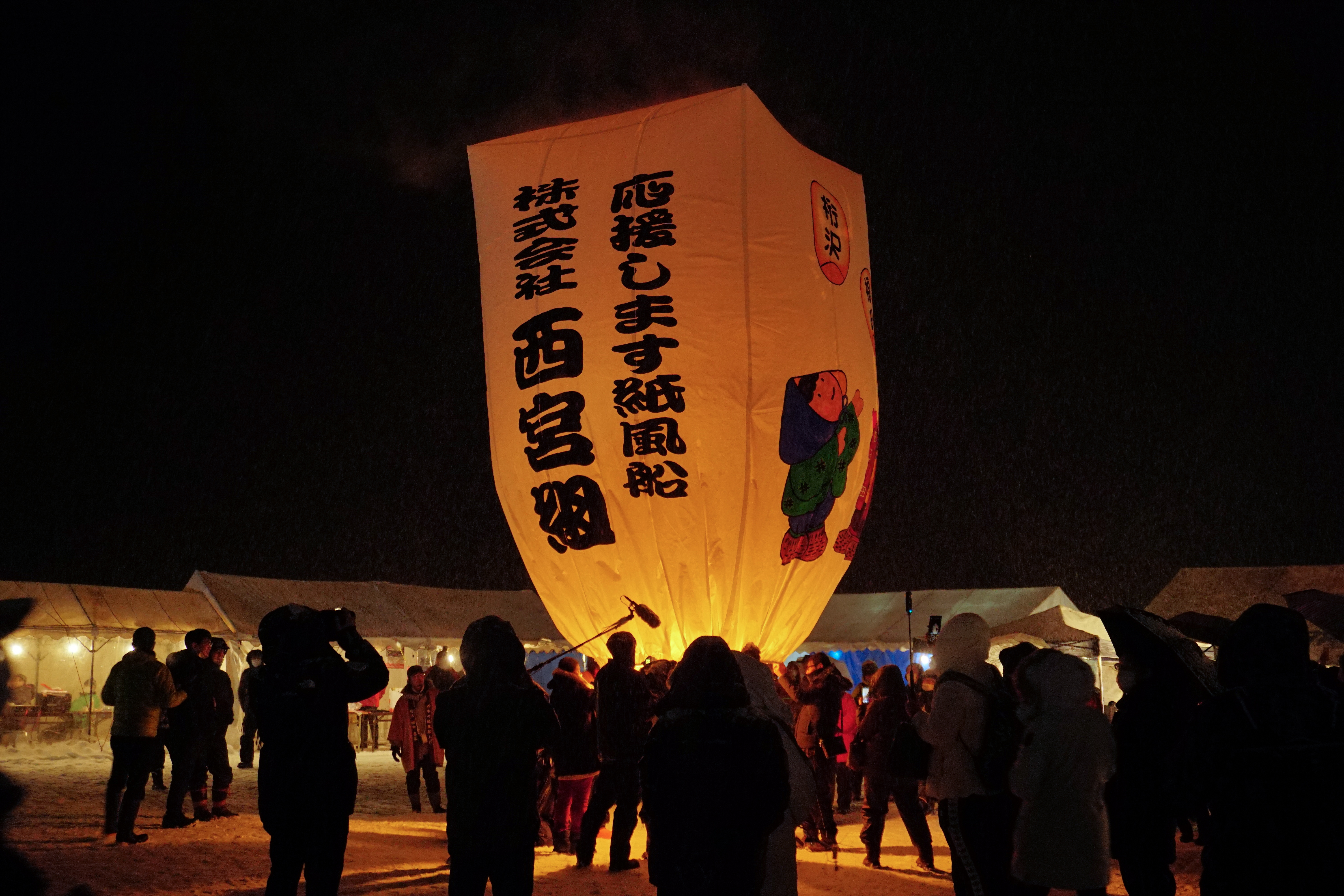
2023年

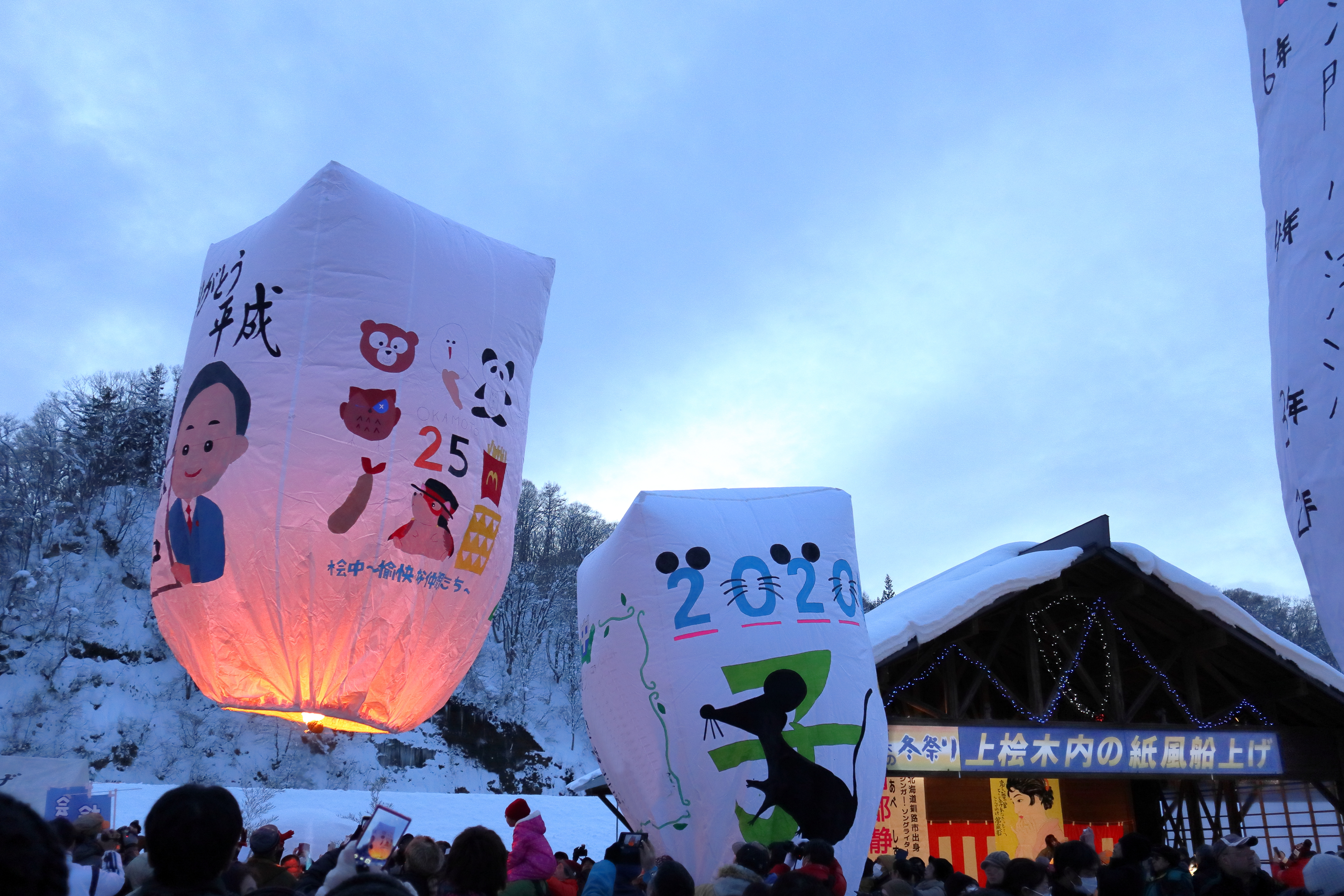
2020年

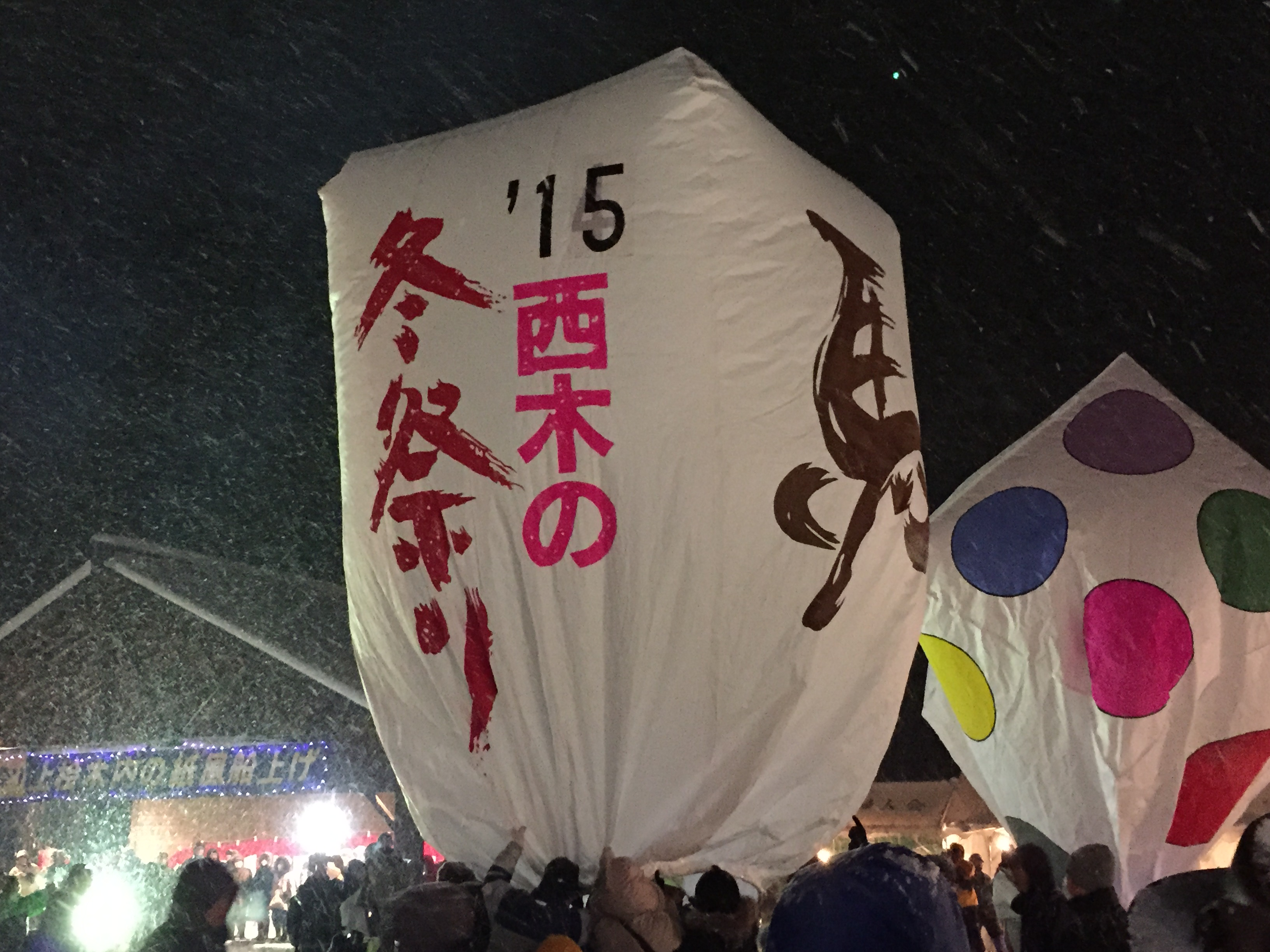
2015年

上桧木内の紙風船上げ（かみひのきないのかみふうせんあげ）は、毎年2月10日に秋田県仙北市西木町上桧木内で行われる100年以上の歴史を持つ伝統行事である。
灯火を灯した武者絵や美人画が描かれた巨大な紙風船が真冬の夜空に舞い上がる幻想的な光景が見られ、祭り当日は大勢の見学者、観光客で賑わう。
「上桧木内の紙風船上げ」として、仙北市の無形民俗文化財に指定されている。

## 概要
加熱することによって得られる外気温との比重の違いによる浮力を応用した、伝統行事としては科学的なこの行事の発祥由来を書き記したものは残っていないが、地域に伝わる伝承として江戸時代中期の安永2年（1773年）に、近隣の銅山開発の技術指導のため出羽秋田藩の佐竹義敦に招かれ、同地を訪れた平賀源内により、熱気球の原理を応用した遊びを住民に教えたことが発祥の起源と言われている。これは熱紙風船とも呼ばれており、同様の原理を使った行事は、中国や台湾では天灯、タイ王国ではコムローイと呼ばれ、主にアジア各国の祝祭行事で飛ばされることが多い。
従来、上桧木内では習字用の半紙程度の小さな和紙を使用して紙風船を作り、五穀豊穣、家内安全を願う虫焼き（どんと焼き）と同時に打ち上げられる、規模の小さな小正月行事のひとつであった。太平洋戦争をはさみ一時中断したが、1974年（昭和49年）上桧木内地区の有志による熱心な取り組みにより復活し、現在では冬の秋田を代表する風物詩となっている。

## 紙風船の構造
紙風船は近年、巨大化が進み従来の半紙ではなく、幅1メートルほどの業務用和紙を貼り合わせて作っており、長さ3メートルから8メートル、大きいものでは12メートルに達する巨大な円筒形構造となっている。打ち上げ本番の約2ヶ月前から上桧木内の8つの地区から住民が総出で製作作業にあたる。和紙の裁断から絵柄の選定、これらを子供から年配者までが共同であたり、最終的に合計100個ほどの大小さまざまな紙風船が仕上がる。風船に描かれる絵柄は武者絵や美人画が多いが、もともと祈願を目的とした行事でもあり、「合格祈願」、「商売繁盛」などの文字が書かれたものも多い。近年では観光客用に白紙の紙風船も作られ、祭りの当日の打ち上げ前、訪れた観光客が白紙の紙風船に願い事を書き込む姿も見られる。紙風船はいずれも構造は同じで、上部は熱気が逃げないように厳重に和紙で封を施し、下部は直径1メートルから3メートルほどの竹で出来た輪を取り付け、この輪に紙風船の揚力源となるタンポと呼ばれる石油を浸み込ませた布玉を固定して完成する。

## 打ち上げ
2月10日の打ち上げ当日は、18時から一斉打ち上げが始まり、2時間ほどで作られた紙風船は全て夜空に打ち上げられる。ガスバーナーなどを使って風船内部に熱気が充満すると紙風船は膨れ上がり、取り付けられたタンポに火がつけられると、描かれた願い事や武者絵、美人画などが、灯火の明かりにより和紙をすかして姿を現す。参加者総勢で風船下部の竹輪を保持し、風船内に熱気が十分入ったのを確認し、タイミングを合わせて手を離すと、紙風船は音も無く静かに夜空へ舞い上がり、参加者からは歓声が上がる。真冬の夜空に灯火をつけた巨大紙風船がきらめき、星空の彼方に消えていく幻想的な光景は冬蛍とも呼ばれている。

## 会場
仙北市西木町上桧木内字大地田（紙風船広場）
- 秋田内陸縦貫鉄道秋田内陸線上桧木内駅 徒歩7分
- 国道105号沿い